# سعود الفياض
سعود الفياض (1943 - 7 أغسطس 2021) مخرج أردني من مواليد مدينة السلط. نال شهادة البكالوريوس في علم النفس من الجامعة الأردنية عام 1967، وهو عضو نقابة الفنانين الأردنيين. حصل الفياض على عدة جوائز، منها جائزة مهرجان شاليمار في باكستان عن فيلمه «القضاء العشائري»، وجائزة مهرجان اتحاد الإذاعات الآسيوية في طوكيو عن فيلم «حياة البادية»، كما حصل في المغرب على جائزة إخراج مسلسل «وجه الزمان» الذي كتبه طاهر العدوان ووضع السيناريو الخاص به الفنان محمود الزيودي، وكذلك الجائزة البرونزية في مهرجان القاهرة للإذاعة والتلفزيون عن مسلسل «السقاية» الذي عرض في 2000.

## الأعمال
له العديد من الأعمال منها:
1. «القفاز» عام في 1969
2. «لحن البوادي» عام في 1973
3. «بيت بلا رجل» في 1979
4. «قرية بلا سقوف» في 1982
5. «شمس الأغوار» في 1980
6. «الصقر» في 1984
7. «الطواحين» في 1983
8. «جروح» في 1984
9. «الوافي» في 1985
10. «المحراث والبور» في 1988
11. «وجه الزمان» في 1994
12. «التبر والتراب» في 1989
13. «السقاية» في 1995
14. «أم الكروم» في 1999
15. «الأنباط» في 1997